# Wladislaus I van Płock
Wladislaus I van Płock (circa 1406/1409 - Niedźwiedza, in de nacht van 11 op 12 december 1455) was van 1426 tot aan zijn dood hertog van Płock. Hij behoorde tot de Mazovische tak van het huis Piasten.

## Levensloop
Wladislaus was de vijfde zoon van hertog Ziemovit IV van Mazovië en diens echtgenote Alexandra, dochter van grootvorst Algirdas van Litouwen. 
Na het overlijden van zijn vader in 1426 erfde hij samen met zijn broers Ziemovit V, Casimir II en Trojden II de hertogdommen Płock, Rawa, Gostynin, Sochaczew, Belz, Płońsk, Zawkrze en Wizna. Om hun posities en domeinen niet te verzwakken, beslisten de broers hun domeinen gezamenlijk te besturen en niet onderling te verdelen. 
Op 8 september 1426 huldigden de vier broers de Poolse koning Wladislaus II Jagiello in Sandomierz. Als Poolse vazallen namen Wladislaus en zijn nog levende broers Ziemovit V en Casimir II deel aan de militaire campagne in Wolynië tegen de Litouwse grootvorst Švitrigaila.
In 1433 ontstond er om onbekende redenen een conflict tussen Wladislaus en zijn broers en veroordeelde hij streng hun pro-Poolse politiek in de oorlog tegen de Duitse Orde. Het conflict tussen de drie broers zorgde er uiteindelijk voor dat ze in augustus 1434 hun gezamenlijke regering beëindigden en hun domeinen onderling verdeelden. Hierbij kreeg hij de districten Płock, Płońsk, Wizna, Zawkrze. Op 31 december 1435 ondertekende hij de Vrede van Brześć Kujawski, die de oorlog tussen Polen en de Duitse Orde beëindigde.
Eind jaren 1430 veranderde Wladislaus zijn politiek tegenover Polen en benaderde hij de belangrijkste man in het koninkrijk: bisschop Zbigniew Oleśnicki van Krakau. Als gebaar van vriendschap woonden Wladislaus en zijn broer Ziemovit VI op 20 april 1438 de Conferentie van Nowy Korczyn bij, waar ze sterke aanhangers waren van de politieke lijn van de bisschop. Op 25 april gingen Wladislaus en zijn neef, hertog Bolesław IV van Warschau, akkoord om de Polen te steunen in de strijd tegen de Hussitische confederaten onder leiding van Spytek van Melsztyn.
De alliantie die in Nowy Korczyn tussen Wladislaus en Bolesław IV werd gesloten zorgde ervoor dat beiden een oostelijke politiek ging voeren. Zo maakten ze gebruik van de chaos die na het overlijden van de Litouwse grootvorst Sigismund Kęstutaitis in 1440 was ontstaan om het district Podlachië te veroveren. De militaire operatie begon aan de grenzen van Wladislaus' domeinen, maar de aanval werd uitgevoerd door Bolesław IV. Hierdoor nam Wladislaus enkel Bielsk in. Toen hij in 1444 weigerde om hulptroepen aan Bolesław te sturen, werd Wladislaus' terughoudendheid om direct in de oorlog te interveniëren onthuld.
In 1442 stierven zijn broers Ziemovit V en Casimir II op korte tijd, waardoor Wladislaus bijna volledig in het bezit kwam van zijn vaderlijke bezittingen. Omdat hij nu bijna de helft van het oude hertogdom Mazovië in handen had, kon hij een flexibelere politiek voeren.
Wladislaus' relaties met Litouwen bleven dubbelzinnig, vooral nadat Casimir, de broer van koning Wladislaus III van Polen, in 1440 de nieuwe grootvorst werd. De Mazovische hertogen waren namelijk sterke aanhangers van Michael Žygimantaitis, de zoon van de vorige grootvorst Sigismund Kęstutaitis en de echtgenoot van Wladislaus' zus Catharina. De steun die Wladislaus aan Michael gaf bleek gevaarlijk te zijn toen diens rivaal Casimir IV in 1447 tot koning van Polen werd verkozen. In 1448 wilde Casimir IV namelijk het district Belz annexeren, maar dit kon vermeden werden door de bemiddeling van keizer Frederik III. In het afgesloten akkoord stond dat Wladislaus het district Belz mocht behouden indien hij de steun aan Casimirs rivaal Michael Žygimantaitis beëindigde.
In 1450 zond Wladislaus als Pools vazal hulptroepen bij de militaire expeditie naar Moldavië. Hij bleef echter ongunstig georiënteerd tegenover Polen: zo bleef hij neutraal in de Dertienjarige Oorlog tussen Polen en de Duitse Orde nadat hij tevergeefs had bemiddeld.
Wladislaus stierf in de nacht van 11 op 12 december 1455 in zijn kasteel in Niedźwiedza. Hij stierf vermoedelijk aan de gevolgen van tuberculose. Hij werd bijgezet in de kathedraal van Płock.

## Huwelijk en nakomelingen
In 1444 huwde hij met Anna (1425-1482), dochter van hertog Koenraad V van Oels. Ze kregen twee zonen:
- Ziemovit VI (1446-1461/1462), hertog van Płock
- Wladislaus II (1448-1462), hertog van Płock